# Something Else (album de Shirley Bassey)
Pour les articles homonymes, voir Something Else.
Albums de Shirley Bassey
Something
(1970) I Capricorn
(1972)
Singles
Something Else est le quinzième album studio de Shirley Bassey, sorti en 1971. Il fait suite à Something et rencontre presque le même succès, étant classé no 7 au UK Albums Chart. L'album contient le single (Where Do I Begin?) Love Story, reprise de la bande originale du film Love Story, composée par Francis Lai. C'est d'ailleurs sous ce titre que Something Else sort en France (UAG 29149).
Un autre single, Breakfast in Bed est interprété en direct à la BBC dans l'émission Top of the Pops.
Something Else sort en 33 tours et cassette audio stéréo, puis est réédité par EMI en disque compact en 1999 avec deux titres supplémentaires : For The Love Of Him, qui était la face B originale de (Where Do I Begin) Love Story, et Vehicle, qui bien qu'enregistré en février 1971, était resté inédit jusqu'en 1994.

## Liste des chansons

### Face A
1. (Where Do I Begin?) Love Story (Francis Lai, Carl Sigman)
2. 'Til Love Touches Your Life (Riz Ortolani, Arthur Hamilton)
3. Easy Thing to Do (Johnny Harris, John Bromley)
4. Until It's Time for You to Go (Buffy Sainte-Marie)
5. It's Impossible (Armando Manzanero)
6. What's Done is Done (traditionnel gallois)

### Face B
1. Pieces of Dreams (Michel Legrand, Alan Bergman, Marilyn Bergman)
2. Breakfast in Bed (Eddie Hinton, Donnie Fritts)
3. Excuse Me (Dick Addrisi, Don Addrisi)
4. Bridge Over Troubled Water (Paul Simon)
5. I'm Not There (Davis, Leonard)
6. I'd Like to Hate Myself in the Morning (John Meyer)

### Titres supplémentaires sur CD
1. For the Love of Him (Bobbi Martin, Al Mortimer)
2. Vehicle (Johnny Harris)

## Personnel
- Shirley Bassey – chant
- Noel Rogers - producteur exécutif
- Johnny Harris – producteur, arrangements, orchestration
- Heads, Hands & Feet :
  - Ray Smith - guitare
  - Albert Lee - guitare
  - Pete Gavin - tambour
  - Chas Hodges - guitare basse, violon